# Stéphanie Vincent
Pour les articles homonymes, voir Vincent.
Œuvres principales
- L'énigme de l'enluminure
- Le roman de Gillion de Trazegnies-Édition critique
- Trésors enluminés de la Bretagne au Moyen Âge

Stéphanie Vincent, née le 1er mars 1977 à Amboise, est une femme de lettres française.

## Biographie
En 1996, Stéphanie Vincent quitte la Touraine[réf. nécessaire] pour terminer ses études à l'université Rennes-II, en Bretagne, où elle obtient un doctorat de littérature médiévale en 2006.
Auparavant et depuis plusieurs années, elle était en relation avec François Garnier, spécialiste de l'iconographie médiévale[réf. nécessaire]. Elle travaille plusieurs mois en sa compagnie à Mézières-lez-Cléry, puis effectue un stage à l'Institut de recherche et d'histoire des textes à Paris, le laboratoire du CNRS spécialisé dans l’étude des manuscrits médiévaux et de la transmission des textes.
En 1997, elle publie un article de critique d’art dans la revue Arts Actualités magazine  et poursuit son expérience comme assistante éditoriale à Ouest-France, en 2001 et 2002, jusqu'au Salon du livre de Paris la même année.
Installée à Châteaugiron en 2003, elle s'intéresse à l'histoire de la Bretagne et de la ville, particulièrement pour la célèbre enluminure qui s'y rattache. Cette enluminure, tirée d'un manuscrit de Pierre Le Baud sur l'histoire de la Bretagne, paru en 1480, soulève depuis toujours une polémique quant au château qu'elle représente. Pendant deux années, elle accumule des indices qui seront repris par les médias. Ses recherches contribuent à l'inscription de la ville au projet de candidature à l'UNESCO des Marches de Bretagne, projet entrepris par la ville de Vitré et son maire, Pierre Méhaignerie.
Elle publie ses recherches dans L'énigme de l'enluminure, ouvrage qui lui vaudra le Prix Recherche à La Forêt des livres en 2009, prix remis par Gonzague Saint Bris en présence de Simone Veil.
De 2006 à 2011, elle édite  un manuscrit jusque-là resté dans les fonds des bibliothèques belges, allemandes et anglaises, le roman de Gillion de Trazegnies, célèbre héros du Hainaut à la fin du XVe siècle. Elle effectue également de nombreuses recherches sur Chrétien de Troyes à la Bibliothèque nationale de France.
Le décryptage des images l'amène à l'étude des légendes qu'elles représentent. Elle rencontre les artistes Janie et Armand Langlois, les parents de Tristan, qui deviendront ses beaux-parents en 2013[réf. nécessaire], et participe avec l'atelier à la mise en place d'expositions sur ces sujets.
Stéphanie Vincent, désormais Vincent-Langlois, contribue à la série "Les rois de France 15 siècles d'Histoire" (Les Rois de France - Philippe VI, premier des Valois) en 2015 sur la chaine TV "Toute l'Histoire", à "GEO Magazine" et à "La vie au temps des châteaux forts"  diffusé en mai 2018 sur FR4
En 2021 nait la chaine "Mediéval TV", un service de streaming dédié au Moyen Âge et Stéphanie Vincent est dans le groupe de création pour la partie "Enluminures". Sa première intervention sur la chaîne en 2022 avec Sarah Toulouse, conservatrice de la bibliothèque de Rennes, et de Pascal Lamour, docteur en pharmacie et druide est un succès.

## Publications
- Jeux de miroirs dans deux récits gémellaires (Miroirs et jeux de miroirs dans la littérature médiévale) sous la direction de Fabienne Pomel, PUR, 2003  (ISBN 2-86847-863-8)
- L’Énigme de l’enluminure : Derval ou Châteaugiron ?, Éditions Alan Sutton, 2009  (ISBN 978-2-8138-0014-5)
- Édition critique du roman de Gillion de Trazegnies, Brepols, 2011  (ISBN 978-2-503-54072-6)
- L'Herbier médiéval, Le Musée Imaginaire, 2011, Armand Langlois
- La Légende du roi Arthur, Le Musée Imaginaire, 2011, illustrations Armand Langlois
- Hauts lieux de légendes en Bretagne, Éditions Jean-Paul Gisserot, 2013  (ISBN 978-2755804423), photos Tristan Langlois
- Hauts lieux de légendes en Val de Loire, Éditions Jean-Paul Gisserot|,  (ISBN 978-2755804935), carte Armand Langlois
- Mystères du Val de Loire, Éditions Jean-Paul Gisserot, 2015  (ISBN 978-2755805345)
- Trésors enluminés de la Bretagne au Moyen Âge, Éditions Ouest-France, 2019  (ISBN 978-2-7373-7758-7)
- Gillion de Trazegnies traduction - Le Musée Imaginaire - 2020 -  (ISBN 9798643095569)
- Guide des lieux féériques de Bretagne Éditions Jean-Paul Gisserot, 2022  (ISBN 2755809213) photo Tristan Langlois

## Distinctions
- Prix des Lauriers Verts, catégorie Recherche, à La Forêt des livres pour L'Enigme de l'enluminure, 2009
- Son édition critique du Roman de Gillion de Trazegnies est proposé pour Le Prix d'Histoire duc d'Arenberg (Belgique) 2012